# 红背兔儿风
红背兔儿风（学名：Ainsliaea rubrifolia）是菊科兔儿风属的植物，为中国的特有植物。分布于中国大陆的甘肃、四川、陕西等地，生长于海拔1,620米至2,100米的地区，多生长在坡地沟边和林地岩石，目前尚未由人工引种栽培。